# Hope (album de Klaatu)
Pour les articles homonymes, voir Hope.
 (janvier 2024).
Si vous disposez d'ouvrages ou d'articles de référence ou si vous connaissez des sites web de qualité traitant du thème abordé ici, merci de compléter l'article en donnant les références utiles à sa vérifiabilité et en les liant à la section « Notes et références ».
Albums de Klaatu
3:47 EST
(1976) Sir Army Suit
(1978)
Hope est le deuxième album du groupe de rock canadien Klaatu, sorti en 1977.

## Titres

### Face 1
1. We're Off You Know (John Woloschuk) – 4:01
2. Madman (Dee Long) – 2:37
3. Around the Universe in Eighty Days (Long) – 4:57
4. Long Live Politzania (Woloschuk) – 9:11

### Face 2
1. The Loneliest of Creatures (Woloschuk) – 3:45
2. Prelude (Klaatu) – 5:45
3. So Said the Lighthouse Keeper (Woloschuk) – 5:51
4. Hope (Woloschuk) – 4:43

## Musiciens
- Dee Long : chant, claviers, guitares
- John Woloschuk : chant, guitares, basse, claviers
- Terry Draper : batterie, percussions, chœurs